# Stryków
Stryków este un oraș în Polonia.